# Cigognes et compagnie
Pour plus de détails, voir Fiche technique et Distribution.
Cigognes et compagnie ou Les Cigognes au Québec (Storks) est un film d'animation américain, sorti en 2016, réalisé par Nicholas Stoller et Doug Sweetland pour les studios Warner.
L'histoire débute alors que les cigognes, autrefois chargées d'apporter les bébés aux nouveaux parents, se sont reconverties dans le commerce électronique. Leur dernier enfant, non livré, l'orpheline Tulipe, vient d'avoir 18 ans et Junior, une cigogne ambitieuse, est chargée par son patron Hunter de s'en débarrasser. Malheureusement pour Junior, qui n'arrive pas à renvoyer définitivement Tulipe, cette dernière met en marche la machine à avoir des bébés... Un nouveau bébé naît, et Junior et Tulipe s'entendent pour le livrer en cachette avant que Hunter ne s'en aperçoive.

## Synopsis
Avant, les cigognes livraient les bébés, au point d'avoir fondé une entreprise uniquement consacrée à cette tâche. Mais ça, c'était avant. Un jour, l'une d'entre elles, Jasper, refusa de livrer une petite fille, souhaitant la garder. La balise de géolocalisation de l'enfant se brisa dans la bagarre entre les cigognes, Jasper s'enfuit, et la petite fille, Tulipe, resta à la charge de la compagnie. Son boss, Hunter, décida alors de changer totalement leurs activités : désormais, les cigognes livrent des paquets pour un site de commerce électronique, et ont totalement abandonné la livraison de bébés ; elles emploient également d'autres espèces d'oiseaux à des tâches subalternes.
Jusqu'au jour où le meilleur livreur de « Cigognes et compagnie », Junior, est convoqué dans le bureau de Hunter. Celui-ci lui annonce deux choses : sa propre nomination potentielle au conseil d'administration, en tant que président directeur général de la société, et la nomination de Junior en tant que nouveau « boss ». A cela, Hunter pose une condition : cela fait dix-huit ans que Tulipe est parmi eux, et sa présence a toujours été source de catastrophes - et de chute des profits. Si Junior veut devenir le boss, il doit renvoyer lui-même Tulipe (désormais majeure) dans le monde des humains. Junior effectue la tâche à moitié, mal à l'aise à l'idée de « virer » quelqu'un : il met Tulipe à l'écart au service courrier concernant les commandes de bébé où plus aucune lettre ne parvient.
Mais un petit garçon, Nate, qui souhaite un petit frère pour compenser le manque d'implication de ses parents dans ses jeux d'enfant, trouve un vieux prospectus de « Cigognes et compagnie », et leur envoie une lettre. Lorsque Tulipe la reçoit, bien qu'elle ait interdiction de quitter son poste, elle amène la lettre à la « machine à faire des bébés », monumentale machinerie laissée à l'abandon. Junior, qui l'aperçoit sur les écrans de contrôle, n'arrive pas à temps pour l'empêcher de réactiver la machine ; la demande de Nate, au lieu de rejoindre les milliers de précédentes mises en sommeil, permet de produire un nouveau bébé, une petite fille aux cheveux roses. Junior, qui s'est blessé en tentant d'arrêter la machine, n'est pas en état de livrer le « colis » ; il en a pourtant bien l'intention, afin d'éviter que Hunter se rende compte du fait qu'il n'a pas renvoyé Tulipe (comme il le lui a raconté), ou qu'un bébé non autorisé a été produit. Tulipe lui propose d'utiliser un véhicule qu'elle a elle-même bricolé pour voler ; ils s'envolent tous les deux pour livrer la petite à ses parents, non sans avoir éveillé l'attention de Pigeon Lerelou, employé de la compagnie peu respecté par les cigognes.
Après avoir eu un accident de vol, et échappé à une meute de loups qui voulait faire de Belle Étoile (le bébé) leur nouveau membre, Junior et Tulipe arrivent finalement au port d'où partent les bateaux pour le pays de l'enfant. En route, ils ont connu tous les affres des jeunes parents, que Belle Étoile ne leur a pas épargnés. Une fois à bord du bateau, ils sont rejoints par Jasper, qui propose à Tulipe de la ramener auprès de ses parents, sa balise de géolocalisation ayant été réparée. D'abord réticente à l'idée de ne pas accompagner Belle Étoile jusqu'à son foyer, Tulipe se laisse convaincre lorsque Junior lui avoue qu'il devait la renvoyer de « Cigognes et compagnie », et qu'elle n'y a plus sa place. Junior part seul à l'adresse indiquée par la balise du bébé ; ce qu'il ignore, c'est que Pigeon Lerelou a suivi leurs traces, découvert leur secret et s'est empressé de tout rapporter à Hunter. Celui-ci lui promet la place de boss, à condition qu'il l'aide à empêcher la livraison de se faire. C'est ainsi que Junior, guidé par la balise qui a été reprogrammée par Hunter, est fait prisonnier jusqu’à sa mort. Belle Étoile lui est arrachée et est ramenée à l'entrepôt.
Tulipe, devant la porte de sa maison familiale, décide de retarder l'échéance et tente de rejoindre Belle Étoile ; elle délivre Junior et ils atteignent tous deux la compagnie, alors que la grande conférence internationale des cigognes bat son plein. Dans l'effervescence de la cérémonie, ils parviennent à passer inaperçus et récupèrent le bébé ; ils sont toutefois encerclés près de la machine à bébés alors qu'ils pensaient pouvoir s'enfuir. Hunter tente de convaincre Junior de lui rendre l'enfant ; devenu sourd à ces arguments, Junior lance la production de toutes les demandes en attente depuis 18 ans. La machine se met en marche à pleine vitesse ; seule une intervention de Pigeon Lerelou la fait dérailler, les bébés étant alors produits en continu. Hunter tente alors de détruire la machine, affolé de voir l'ensemble des cigognes présentes sous le charme des bambins. Mais l'engin de chantier qu'Hunter manie tombe dans un gouffre, entraînant avec lui l'entrepôt ultra-moderne de la société, ne laissant que les vieux bâtiments de la production de bébés. Junior, aidé de Jasper et de Tulipe, devient le nouveau boss et relance la livraison de bébés. Il effectue enfin celle de Belle Étoile auprès de Nate et de ses parents, tandis que Tulipe, qui a désormais un poste à la compagnie, retrouve enfin sa famille.

## Fiche technique
- Titre original : Storks
- Titre français : Cigognes et compagnie
- Titre québécois: Les Cigognes
- Réalisation : Nicholas Stoller et Doug Sweetland
- Scénario : Nicholas Stoller
- Production : Brad Lewis, Nicholas Stoller, Glenn Ficarra, John Requa, Phil Lord, Chris Miller et Jared Stern
- Musique : Jeff Danna et Mychael Danna
- Photographie : Simon Dunsdon
- Montage : John Venzon
- Société de production : Warner Animation Group
- Société de distribution : Warner Bros. Pictures
- Budget : 70 millions $[1]
- Box-office :
- Pays d'origine :  États-Unis
- Langue : anglais
- Format :
- Genre : dessin animé
- Durée : 87 minutes
- Dates de sortie :
  -  États-Unis : 23 septembre 2016
  -  France : 12 octobre 2016
  -  Royaume-Uni : 14 octobre 2016
  -  Italie : 20 octobre 2016
  -  Japon : 3 novembre 2016[2]

## Distribution

### Voix originales
- Andy Samberg : Junior
- Kelsey Grammer : Hunter
- Katie Crown : Tulip
- Stephen Kramer Glickman : Pigeon Toady
- Jennifer Aniston : Sarah Gardner
- Ty Burrell : Henry Hughes
- Anton Starkman : Nate Gardner
- Keegan-Michael Key : Alpha
- Jordan Peele : Bêta
- Danny Trejo : Jasper

### Voix françaises
- Florent Peyre : Junior
- Bérengère Krief : Tulip
- Issa Doumbia : Pigeon Lerelou
- Richard Darbois : Hunter
- Dorothée Jemma : Sarah Gardner
- Loïc Houdré : Henri Gardner
- Oscar Pauwels : Nate Gardner
- Gilles Morvan : le loup Alpha
- Frantz Confiac : le loup Bêta
- Saïd Amadis : Jasper
- Antoine Schoumsky : Douglas
- Pascal Nowak : l'ours polaire
- Mathéo Gare : Nate Garner

### Voix québécoises
- Mélanie Laberge : Sarah Gardner
- Alexis Lefebvre : Henry Gardner
- Kim Jalabert : Tulipe
- Patrick Chouinard : Hunter
- Tristan Harvey : Le loup Alpha
- Philippe Martin : Pigeon Flatteur
- Sylvain Hétu : Le loup Bêta
- Christian Perreault : Junior
- François-Simon Poirier : Dougland
- Adam Moussamih : Nate Gardner
- Manuel Tadros : Jasper

## Développement
Le projet a été annoncé en janvier 2013, lorsque Warner Bros. a engagé des réalisateurs et scénaristes pour développer des films d'animation. Nicholas Stoller a été embauché par le studio pour créer et écrire Cigognes et Cie, tandis que Doug Sweetland a été choisi pour réaliser le film.
Le 20 avril, 2015, Andy Samberg et Kelsey Grammer ont été annoncés au casting du film, et il a été annoncé que Stoller et Sweetland seraient co-réalisateur du film en 3D, et que Stoller produirait le film avec Brad Lewis.
Le 15 juin 2016, Jennifer Aniston a été annoncé au casting, dans le rôle de Sarah Gardner.
Il est diffusé avant le film un court-métrage nommé The Master, dérivé de l'animation Ninjago.
Le doublage japonais utilise "HEIWA" de Ai au générique, du nom de la fille nouveau-née de l'artiste, ce qui correspond au thème du film,,.